# 差甲瓦區
差甲瓦区（泰語： 發音：[t͡ɕàk.krā.wàt]，意为转法轮王）是曼谷三攀他旺县的一个區。差甲瓦得名于当地的差甲瓦寺，华文旧称越三洞、越三饭。
1915年，差甲瓦是拍那空府的一个县。1931年，七世王将差甲瓦和邻近的三聘县、三攀他旺县合并，以节省行政开支。1973年，曼谷市政府成立，差甲瓦正式成为三攀他旺县的一个区。
差甲瓦路、耀华力路、公司廊路是区内主要道路。差甲瓦路仅是一条宽1公里的单行道，自SAB路口起，途径越迪寺路口，终于帕博告桥，为东北西南走向。

## 人口
截至2017年有7,529人，其中男性3,699人，女性3,830人，共5,037户。

## 地点

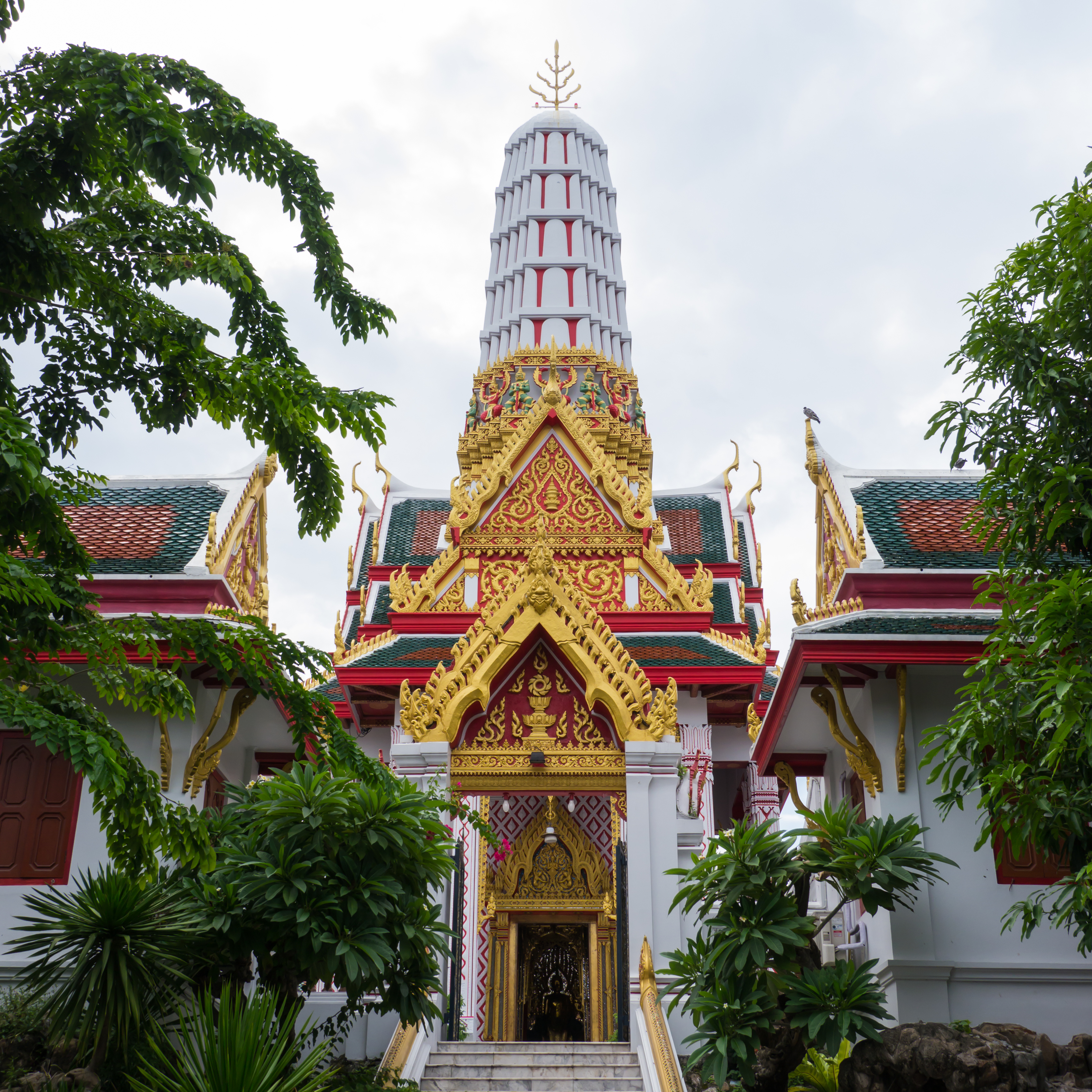
差甲瓦寺
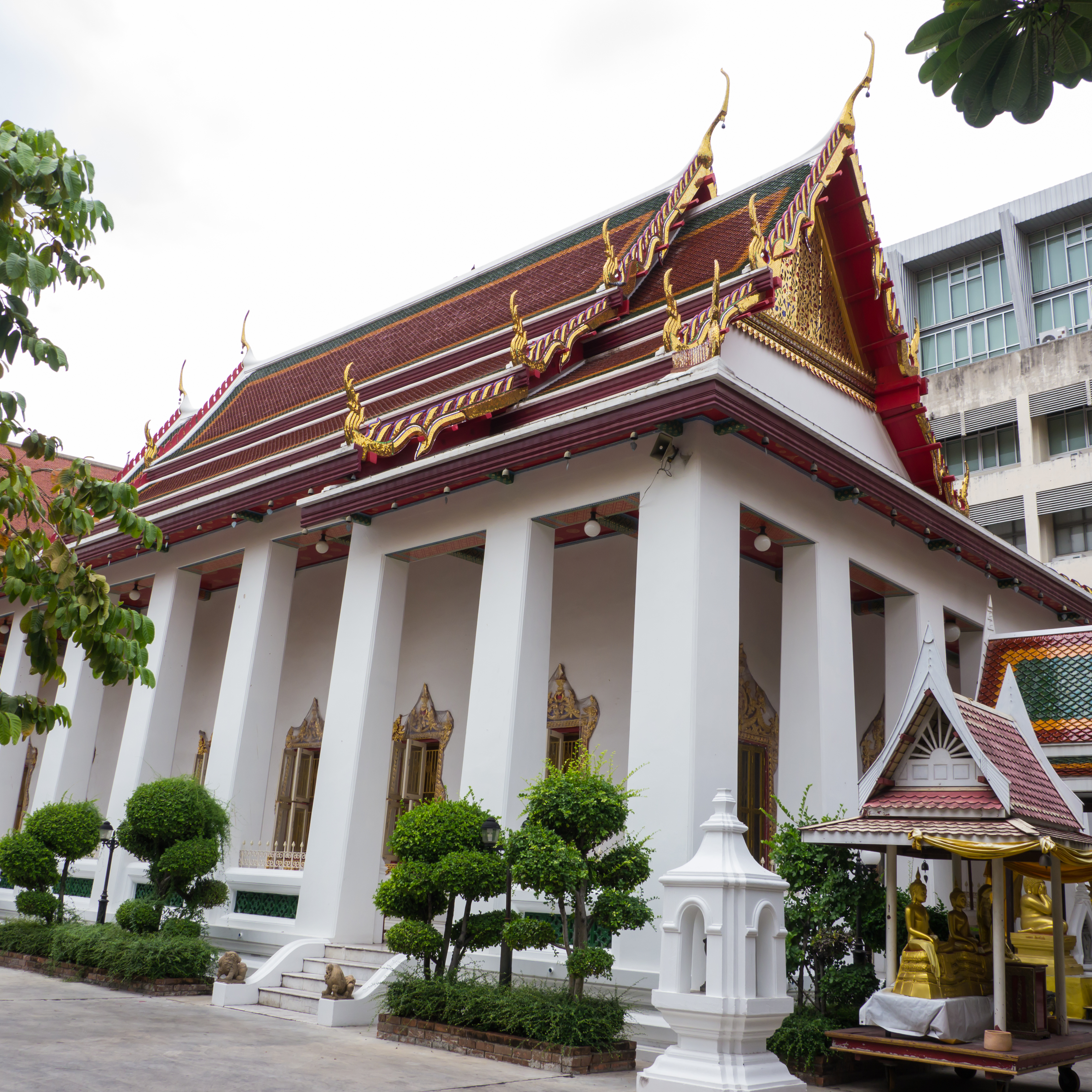
博披披穆寺
- 曼谷皇家理工大学（英语：Rajamangala University of Technology）
- 嵩越路
- 差甲瓦警局
- 公司廊码头
- 老哒叻（Talat Kao）
- 关帝庙
- 万金福寿坛
- 永福寺
- 巴吞孔卡寺
- 猜查那颂堪寺
- 三聘街
- 盤谷銀行三聘分行
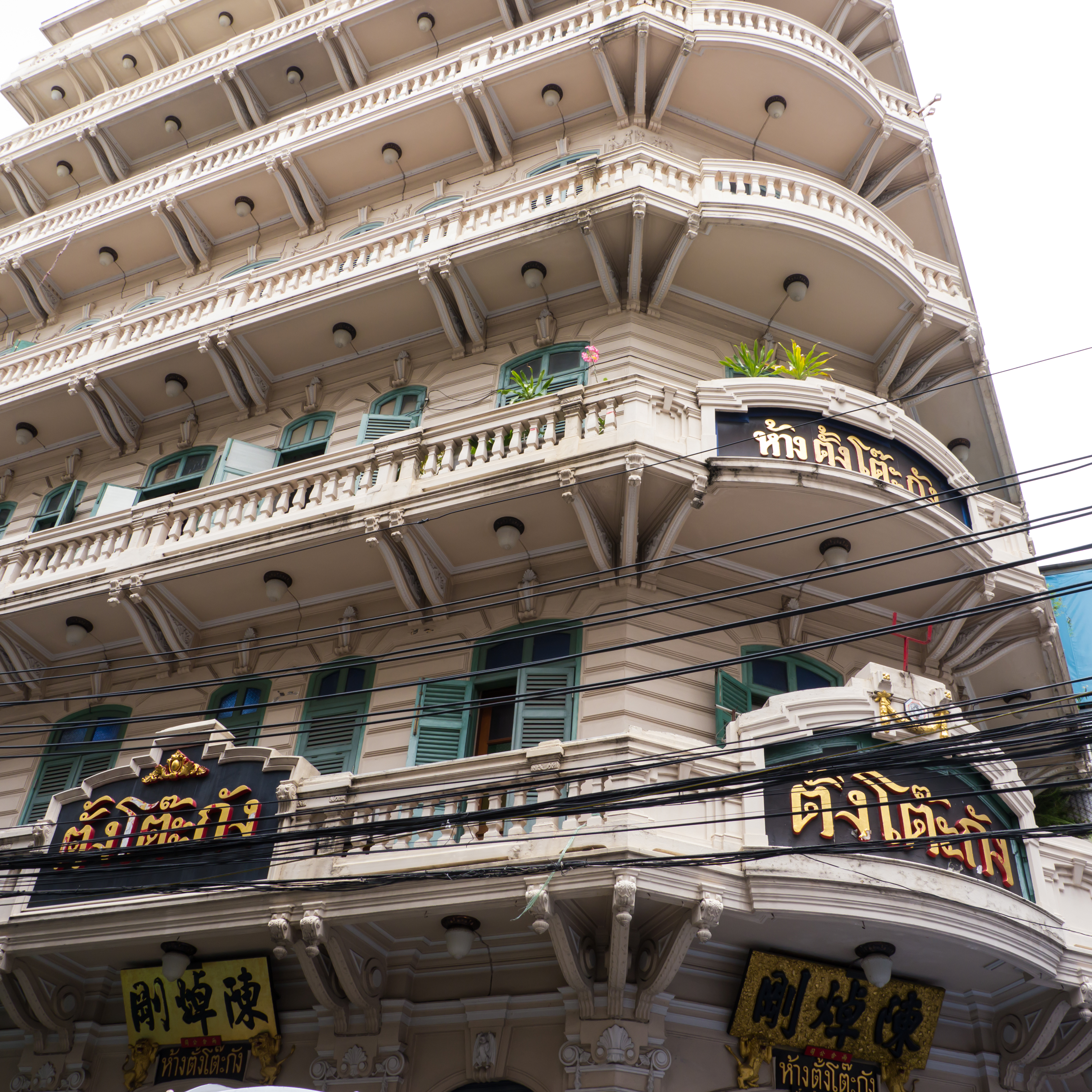
陈焯刚金行
- 三美泰医院
- 天華慈善醫院
- 觀音聖廟
- 大峰公庙，或称大峰祖庙（泰国华侨报德善堂堂址）
- 越崗觀世音菩薩宮
- 順興宮清水祖師公廟噠叻仔
- 三攀他旺沙兰寺
- 普福寺
- 聖玫瑰堂
- 汉桥（英语：Saphan Han）
- 培英学校
- 敕建慈济寺（Wat Lokanukroh）
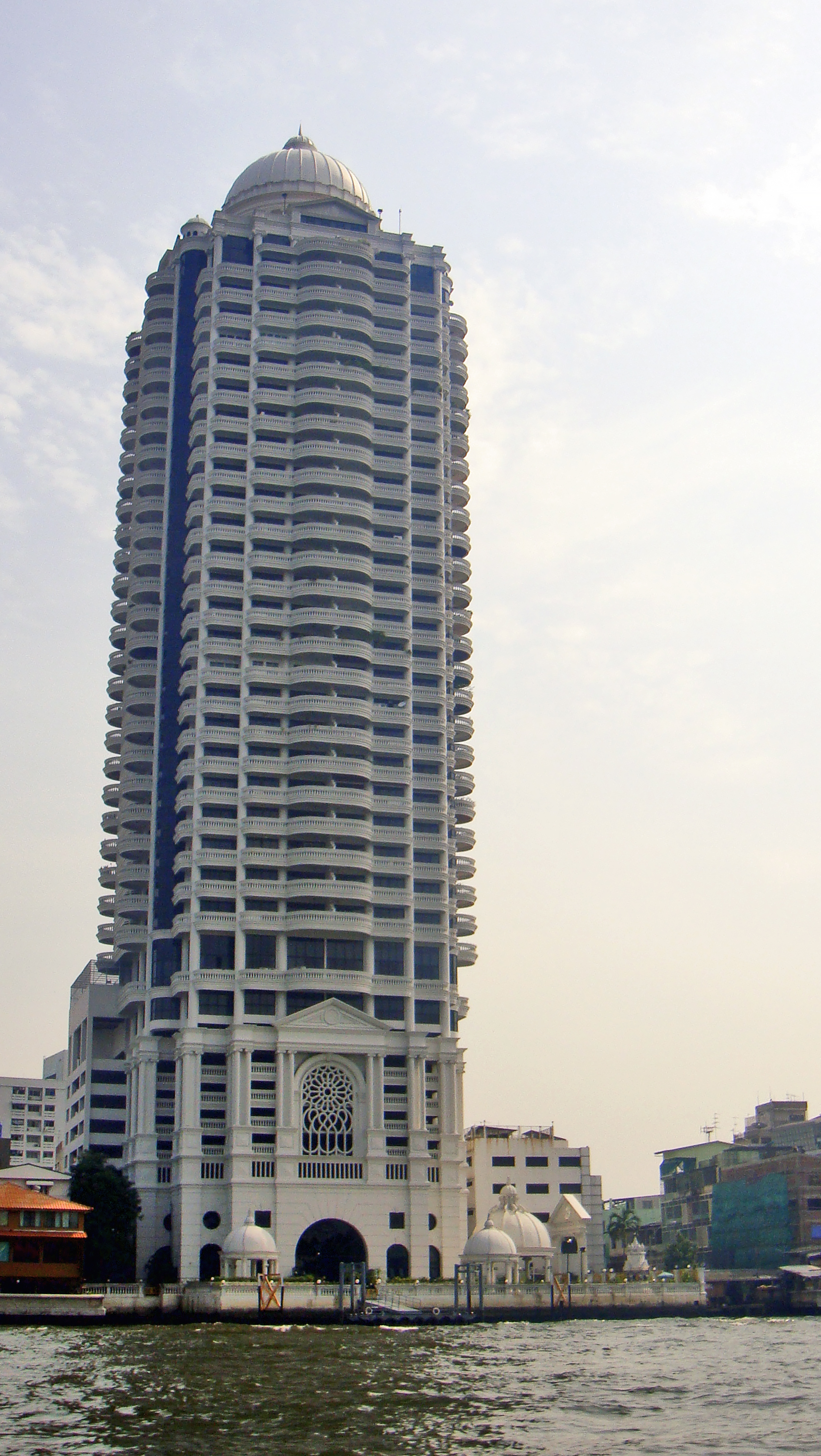
Bangkok River Park
- 泰京银行美术馆
- 空通（英语：Khlong Thom, Bangkok）

- 差甲瓦寺
- 博披披穆寺
- 陈焯刚金行
- Bangkok River Park，沿河高级公寓